# Jean Delarge
Jean Delarge   (Lieja, 6 d'abril de 1906 - Lieja, 7 de juliol de 1977) va ser un boxejador belga que va competir durant la dècada de 1920.
El 1924 va prendre part en els Jocs Olímpics de París, on guanyà la medalla d'or de la categoria del pes wèlter, del programa de boxa.
En finalitzar els Jocs passà a lluitar com a professional, amb un balanç de 12 victòries, 8 derrotes i 5 combats declarats nuls.